# Aethioprocris congoensis
Aethioprocris congoensis är en fjärilsart som beskrevs av Alberti 1957. Aethioprocris congoensis ingår i släktet Aethioprocris och familjen bastardsvärmare. Inga underarter finns listade i Catalogue of Life.